# چرا زنان می‌کشند
چرا زنان می‌کشند (انگلیسی: Why Women Kill) یک مجموعه تلویزیونی کمدی-درام و کمدی سیاه آمریکایی ساخته مارک چری است که پخش تلویزیونی سی‌بی‌اس فصل اول آن را در تاریخ ۱۵ اوت ۲۰۱۹ در ده قسمت پخش کرد. داستان این مجموعه روایتگر فتل‌هایی است که زنانی به نوعی در آن درگیرند. فصل دوم آن در ۳ ژوئن ۲۰۲۱ از پارامون پخش شد.

## فصل‌ها

### فصل ۱
این مجموعه زندگی سه زن را در سه دههٔ ۱۹۶۰، ۱۹۸۰ و ۲۰۱۰ میلادی روایت می‌کند. داستان یک زن خانه‌دار در سال ۱۹۶۳، یک زن ثروتمند در سال ۱۹۸۴ و یک زن وکیل در سال ۲۰۱۸ است.

#### بازیگران

##### ۱۹۶۳
نقش اصلی
- جنیفر گودوین
- سام یاگر
- سایدی کالوانو

دیگر
- آلیسیا کوپولا
- آدام فرارا
- اسپنسر گرت
- پری گیلپین
- آنالی تیپتن
- اسکات پرتر

##### ۱۹۸۴
نقش اصلی
- لوسی لیو
- جک دونپورت

دیگر
- کتی فینران
- لئو هاوارد
- کریستین استابروک
- دیل دیکی

##### ۲۰۱۹
نقش اصلی
- الکساندرا داداریو
- کربی هوول باپتست
- رید اسکات

دیگر
- کوین دنیلز

### فصل ۲
داستان این فصل داستان زنی ساده در سال ۱۹۴۹ است که می‌خواهد در باشگاه باغبانی که در واقع مجمعی برای زنان ثروتمند و خوشپوش است، بشود.

##### اصلی
- الیسن تولمن در نقش آلما فیلکات،[۳] زنی خانه‌دار در سال ۱۹۴۹
  - ریچل ردلیف در نقش جوانی آلما
- لانا پاریلا در نقش ریتا کاستیو،[۴] رئیس باشگاه محلی باغبانی و همسر کارلو
- بی.کی. کنن در نقش دی فیلکات،[۴] دختر آلما که رابطه ای مخفیانه با اسکوتر دارد.
- جردین کریستی در نقش ورن لومیس،[۴] یک کارآگاه خصوصی که عاشق دی می‌شود.
- متیو داداریو در نقش اسکوتر پلارسکی،[۴] بازیگر تازه‌کار، او هم دوست پسر مخفی ریتا است و هم دی.
- ورونیکا فالکون در نقش کاترین کاستیو،[۴] دختر کارلو
- نیک فراست در نقش برترام فیلکات،[۳] شوهر آلما، دامپزشک و قاتل زتجیره‌ای

##### دوره‌ای
- ریچل بی جونز در نقش میزی[۵]
- دانیل زاکاپا در نقش کارلو کاستیو،[۶] شوهر پیر ریتا و پدر کاترین
- آیلین گالیندو در نقش ایزابل،[۷] کنیز ریتا که مخفیانه همدست و دخترخالهٔ او هم هست.
- ویرجینیا ویلیامز در نقش گریس،[۷] از دوستان ریتا
- جسیکا فیلیپس در نقش چوآن،[۷] از دوستان ریتا
- کری آمالی در نقش میویس[۸]
- سینتیا کیلس در نقش برندا[۸]
- جک دونپورت در نقش راوی